# Andowiak ciemnostopy
Andowiak ciemnostopy (Thomasomys notatus) – gatunek ssaka z podrodziny bawełniaków (Sigmodontinae) w obrębie rodziny chomikowatych (Cricetidae).

## Zasięg występowania
Andowiak ciemnostopy występuje na wschodnich zboczach środkowych Andów w Peru. Stwierdzono go w Yanachaga Chemillén, Manú, Machu Picchu i miejscowości Vilcabamba.

## Taksonomia
Gatunek po raz pierwszy zgodnie z zasadami nazewnictwa binominalnego opisał w 1917 roku brytyjski zoolog Oldfield Thomas nadając mu nazwę Thomasomys notatus. Holotyp pochodził z Torontoy, regionu Cusco, w Peru.
Autorzy Illustrated Checklist of the Mammals of the World uznają ten takson za gatunek monotypowy.

### Etymologia
- Thomasomys: Oldfield Thomas (1858–1929), brytyjski zoolog, teriolog; gr. μυς mus, μυος muos „mysz”[7].
- notatus: łac. notatus „cętkowany, plamkowany, odznaczony”, od notare „zaznaczać, oznaczać”, od nota „znak, oznaczenie”, od noscere „wiedzieć, znać”[8].

## Morfologia
Długość ciała (bez ogona) 110–128 mm, długość ogona 105–130 mm, długość ucha 18–23 mm, długość tylnej stopy 24–27 mm; brak danych dotyczących masy ciała. 

## Ekologia
Andowiak ciemnostopy zamieszkuje wysokości od 2440 do 2900 m n.p.m.. Prawdopodobnie żyją na drzewach i ziemi.

## Populacja
Rzadki gatunek z malejącą populacją.

## Zagrożenia
Główne zagrożenia to wylesianie, fragmentacja siedliska, i rolnictwo.